# جنبش استادسیسیان
جنبش استادسیسیان یکی از جنبش‌های ایرانی بود که از مخالفان سلطهٔ اعراب در ایران بودند و بر ظهور هوشیدر (موعود زرتشت) باور داشتند.
استادسیس یا استاسیس یا استاذسیس یکی از متنفدین محلی در سیستان و هرات بود. به گفته یعقوبی استادسیس از شناسائی مهدی به ولایت عهد منصور سرپیچید. طبری و ابن اثیر می‌نویسند که سیصد هزار نفر بر او گرد آمدند و او بر خراسان و مرورود استیلا یافت. خود را موعود زردشت یعنی هوشیدر خواند. وی در سال ۱۵۰ هجری در خراسان ادعای پیغمبری کرد و علیه عباسیان قیام کرد. او در آغاز پیروزی‌هایی به دست آورد و سرزمین‌هایی را در خراسان تسخیر کرد، و برای چند بار بر سرداران خلیفه پیروزی یافت. ولی سرانجام در سال ۱۵۱ هجری شکست خورد و بسیاری از پیروان او کشته یا اسیر شدند.